# Jean-Baptiste Bréval
Pour les articles homonymes, voir Bréval.
Jean-Baptiste Sébastien Bréval, né à Paris le 6 novembre 1753 et mort à Colligis le 18 mars 1823, est un violoncelliste et compositeur français. Il écrit la plupart de ses œuvres pour le violoncelle, et en a donné à de nombreuses reprises la première interprétation. De son temps, il était considéré comme l'un des meilleurs compositeurs pour musiciens amateurs. Il est aujourd'hui rarement joué, si l'on excepte sa Sonate pour violoncelle op. 40, en do majeur (composée vers 1795). 

## Biographie
Jean-Baptiste Bréval étudie le violoncelle auprès de François Cupis, avant de devenir lui-même professeur. Il publie son premier opus en 1775 ; il s'agit de six Quatuors concertants. Devenu membre de la Société académique des enfants d'Apollon en 1776, sa carrière prend son essor deux ans plus tard, avec l'interprétation d'une de ses sonates dans le cadre du Concert Spirituel, auquel il appartient de 1781 à 1791. Bréval joue dans l'orchestre du théâtre Feydeau de 1791 à 1800.
Par la suite, il participe à l'administration des Concerts de la rue de Cléry, et devient membre de l'orchestre de l'opéra de Paris. Il prend sa retraite de l'orchestre en 1814. 

## Œuvre
Entre 1775 et 1805, Bréval compose principalement des pièces instrumentales. Avant 1784, il s'agit surtout de compositions à deux ou trois mouvements, utilisant la forme sonate ou la forme rondo, ou de compositions à un seul mouvement, avec des variations. Ses œuvres plus tardives, comme la Symphonie concertante pour clarinette, cor et basson, op. 38, montrent plus de diversité et ont un caractère plus expérimental. Ses concertos, écrits pour son usage personnel, sont influencés par Giovanni Battista Viotti, qui utilise une organisation thématique précise, parsemée de passages faisant appel à la virtuosité de l'interprète.
Il reste connu pour sa Sonate en do M op. 40, no. 1, qui est l'un des classiques de l'apprentissage du violoncelle, et souvent l'une des premières sonates complètes qu'un élève apprend à jouer. La version originale est disponible chez de nombreux éditeurs ; des transcriptions ont été effectuées pour la viole et la clarinette basse. 
Bréval a écrit des symphonies, sept concertos pour violoncelle, quatre sonates pour violoncelle, plusieurs pièces de musique de chambre, dont cinq séries de duos pour violoncelle, ainsi qu'un opéra comique. Son œuvre la plus importante est peut-être le Traité du violoncelle publié en 1804 - une méthode de violoncelle. C'est sans doute le premier traité systématique portant sur cet instrument. Cependant, il connut un accueil plutôt réservé, car Bréval n'y prenait pas en compte les progrès techniques dans la conception de l'instrument, qui permettaient une plus grande virtuosité.